# Александровское сельское поселение (Шербакульский район)
Александровское се́льское поселе́ние — муниципальное образование в Шербакульском районе Омской области Российской Федерации.
Административный центр — село Александровское.

## История
Статус и границы сельского поселения установлены Законом Омской области от 30 июля 2004 года № 548-ОЗ «О границах и статусе муниципальных образований Омской области».

## Население
| 2010  | 2011  | 2012  | 2013  | 2014  | 2015  | 2016  |
| ----- | ----- | ----- | ----- | ----- | ----- | ----- |
| 1418  | ↘1414 | ↘1386 | ↘1383 | ↗1394 | ↘1370 | ↘1350 |
| 2017  | 2018  | 2019  | 2020  | 2021  | 2023  |       |
| ↘1333 | ↘1310 | ↘1300 | ↘1271 | ↘1240 | ↘1228 |       |

Гендерный состав
По данным Всероссийской переписи населения 2010 года в гендерной структуре населения из 1418 человек мужчин — 653, женщин — 765 (46,1 и 53,9 % соответственно).

## Состав сельского поселения
| № | Населённый пункт | Тип населённого пункта       | Население |
| - | ---------------- | ---------------------------- | --------- |
| 1 | Александровское  | село, административный центр | 1299      |
| 2 | Большой Искак    | аул                          | 119       |